# Крекінг-установка Сідар-Байу (2018)
Крекінг-установка Сідар-Байу (Cedar Bayou) – підприємство нафтохімічної промисловості в Техасі, споруджене наприкінці 2010-х компанією Chevron Phillips (спільне підприємство енергетичного гіганту Chevron та американської коропорації Phillips 66)
Установка є однією серед цілого ряду підприємств, котрі виникли у нафтохімічній галузі США внаслідок "сланцевої революції". Великі об'єми видобутку природного газу, багатого на гомологічні наступники метану, дозволили організовувати економічно доцільну сепарацію додаткових обсягів етану, на основі чого почався новий етап виробництва олефінів у Сполучених Штатах Америки. 
За пару десятків кілометрів на схід від Х'юстону, на північно-східній околиці Бейтауну, знаходиться виробничий майданчик Chevron Phillips, який отримав свою назву від струмка Сідар-Байу, що протікає між Бейтауном та Монт-Бельв'ю. На додачу до старої піролізної установки в 2014-му тут почали будівництво нового об'єкту потужністю 1,5 млн тон етилену на рік. У грудні 2017-го комплекс досяг механічної готовності та за три місяці був запущений в експлуатацію. Загальна вартість проекту, який включав завод з виробництва поліетилену потужністю 1 млн тон, склала 6 млрд доларів США. Надлишковий етилен може споживатись іншими виробництвами, наприклад, розташованими на тому ж майданчику Chevron Phillips заводами альфа-олефінів та 1-гексена.
Можливо відзначити, що в Бейтауні (проте на західній його стороні, яка виходить до Х'юстонського судноплавного каналу) також знаходиться виробничий майданчик компанії ExxonMobil, котра у той же період спорудила тут свою нову піролізну установку світового класу. 